# Thomas Gächter
Thomas Gächter (* 1971 in Zürich) ist ein Schweizer Rechtswissenschaftler.

## Leben
Nach dem Studium (1990–1996) der Rechtswissenschaft an der Universität Zürich und der Promotion 2002 zum Dr. iur. ebenda lehrt er dort seit 2006 am Lehrstuhl für Staats-, Verwaltungs- und Sozialversicherungsrecht (Extraordinariat, ab 2012 Ordinariat) und ist ständiger Gastprofessor für Sozialversicherungs- und Gesundheitsrecht an der Universität Luzern. Seit dem Herbstsemester 2020 amtet er als Dekan an der juristischen Fakultät der Universität Zürich.

## Schriften (Auswahl)
- Rechtsmissbrauch im öffentlichen Recht. Unter besonderer Berücksichtigung des Bundessozialversicherungsrechts. Ein Beitrag zu Treu und Glauben, Methodik und Gesetzeskorrektur im öffentlichen Recht. Basel 2005, ISBN 3-7255-4968-0.
- mit Thomas Locher: Grundriss des Sozialversicherungsrechts. Bern 2014, ISBN 978-3-7272-8692-6.
- mit Bernhard Rütsche: Gesundheitsrecht. Ein Grundriss für Studium und Praxis. Basel 2018, ISBN 3-7190-3632-4.
- mit Walter Haller und Alfred Kölz: Allgemeines Staatsrecht. Eine juristische Einführung in die Allgemeine Staatslehre. Baden-Baden 2020, ISBN 3-7255-8037-5.